# Polynema richmondense
Polynema richmondense är en stekelart som beskrevs av Walter Douglas Hincks 1960. Polynema richmondense ingår i släktet Polynema och familjen dvärgsteklar. Inga underarter finns listade i Catalogue of Life.